# Smetovi
Der 1025 m hohe Berg Smetovi ist ein Ausflugsziel für die Einwohner von Zenica in Bosnien und Herzegowina.
Neben der natürlichen Schönheit hat Smetovi auch eine historische Bedeutung, denn hier wurde eines der bekanntesten Denkmäler der Region errichtet – das Spomenik der gefallenen Kämpfer.

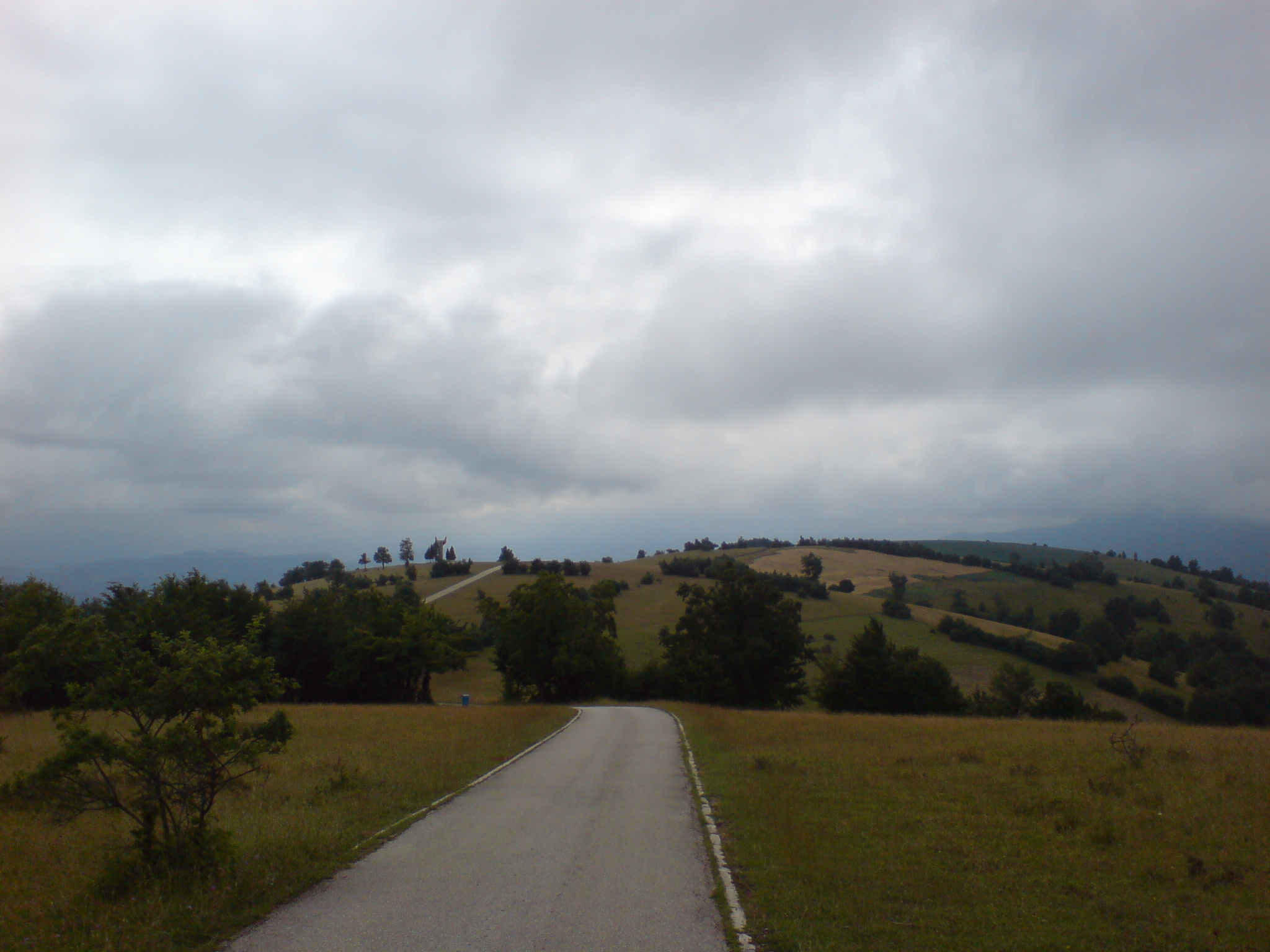
Berg Smetovi

## Zenica, Bosnien und Herzegowina

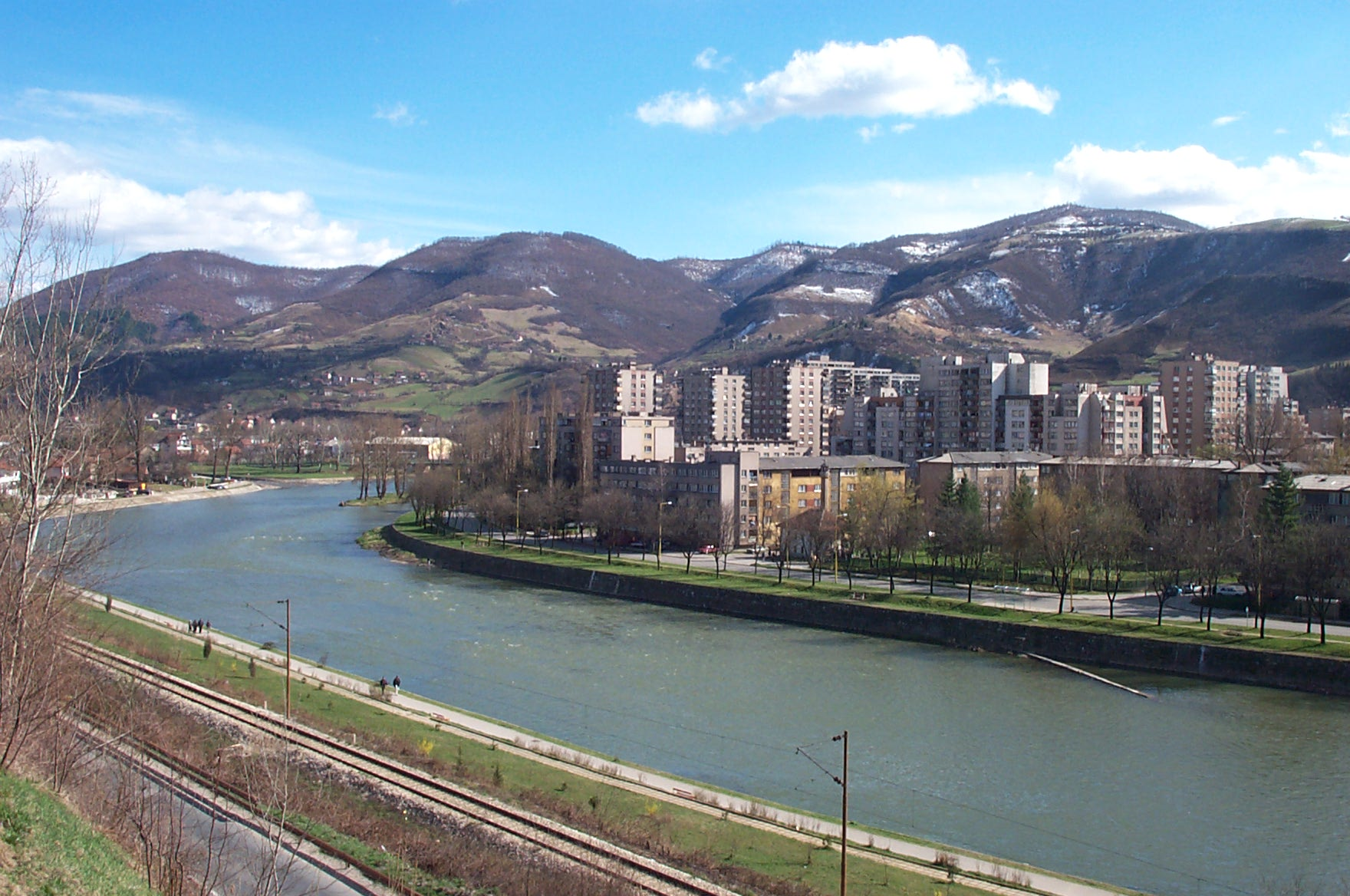
Zenica, Bosnien-Herzegowina

Zenica liegt im Herzen des Landes am Fluss Bosna. Es ist bekannt für seine industrielle Tradition, insbesondere durch die Stahlproduktion. Neben der Industrie spielt auch die Natur eine bedeutende Rolle, denn Zenica ist von Hügeln und Bergen umgeben, die zahlreiche Freizeitmöglichkeiten bieten, darunter Wanderwege, Mountainbikestrecken und Sportplätze für Basketball, Fußball und Beachvolleyball. Im Winter stehen den Besuchern zudem Skiloipen und ein Skilift zur Verfügung. Auf dem Plateau des Berges befindet sich ein Restaurant mit Übernachtungsmöglichkeiten, das ganzjährig Gäste empfängt.

## „Spomenik der gefallenen Kämpfer“ auf dem Berg Smetovi – Ein Denkmal der Erinnerung
Das Denkmal auf Smetovi wurde 1968 errichtet und ist eines der eindrucksvollsten Monumente, die den Partisanenkämpfern des Zweiten Weltkriegs gewidmet sind.
Es wurde vom Architekten Arfan Hozić aus Sarajevo entworfen.
Die Konstruktion ist etwa 13 Meter hoch und besteht aus einem zentralen Obelisken, der ursprünglich mit Aluminiumplatten verkleidet war. Diese reflektierende Oberfläche sorgte dafür, dass das Denkmal bei Sonnenschein sogar vom Stadtzentrum Zenicas aus sichtbar war.
Etwa 30 Meter entfernt befindet sich ein steinernes Amphitheater, das für Unterricht im Freien vorgesehen ist.
Im Sockelbereich befindet sich eine Marmorplatte mit den eingravierten Namen von 32 Mitgliedern des Zenički-Partisanenabzugs und des Dritten ostbosnischen Stoßbataillons, die zwischen dem 5. und 15. Mai 1942 in diesem Gebiet ums Leben kamen. Ebenfalls eingraviert sind Verse aus dem Gedicht „Mala, velika moja“ des bosnisch-herzegowinischen Dichters Izet Sarajlić: „I ne pitaj jesu li se mogli vratiti, i ne pitaj je li se moglo natrag, dok je posljednji put, crven kao komunizam gorio horizont njihovih želja.“ (Übersetzung: „Und frage nicht, ob sie hätten zurückkehren können, und frage nicht, ob es einen Weg zurück gab, als der letzte Weg, rot wie der Kommunismus, den Horizont ihrer Wünsche verbrannte.“)
Das Denkmal auf Smetovi ist ein wichtiges historisches Zeugnis und erinnert an die Opfer des Zweiten Weltkriegs sowie an die Ereignisse während des Bosnienkrieges.
Es ist ein Symbol für den Widerstand und die Opferbereitschaft der lokalen Bevölkerung und bleibt ein bedeutender Ort des Gedenkens. Das Denkmal wurde in der jugoslawischen Ära zu einem wichtigen Gedenkort und wurde jedes Jahr am 27. Juli, dem Tag des Aufstands der Partisanen, für Feierlichkeiten genutzt.

## Das Denkmal im Laufe der Geschichte
Die politische und gesellschaftliche Bedeutung des Denkmals änderte sich nach dem Zerfall Jugoslawiens. Während der 1990er Jahre, insbesondere während des Bosnienkriegs, wurde das Denkmal stark beschädigt. Die Aluminiumplatten wurden gestohlen, was die darunterliegende Metallstruktur der Witterung aussetzte und zu starkem Rostbefall führte.
Im Jahr 2003 wurde das Denkmal sogar umgestürzt und weiter beschädigt. Dennoch blieb es ein wichtiges Symbol für die Bevölkerung von Zenica. Lokale Organisationen und die Stadtverwaltung setzten sich für eine Renovierung des Denkmals ein. Schließlich wurde es restauriert, jedoch mit weniger wertvollen Materialien als zuvor. 
Heute ist das Spomenik wieder ein wichtiges historisches Denkmal. Trotz der Schäden und der veränderten politischen Einstellung gegenüber solchen Denkmälern bleibt es ein Ort der Erinnerung und ein beliebtes Ziel für Wanderer und Geschichtsinteressierte. Die Kombination aus beeindruckender Architektur, symbolischer Bedeutung und atemberaubender Landschaft macht das Denkmal auf Smetovi zu einem der bemerkenswertesten Spomeniks in Bosnien und Herzegowina.